# سباق الأومنيوم في بطولة الدراجات على المضمار
سباق الأومنيوم في بطولة الدراجات على المضمار هو أحد سباقات بطولة العالم للدراجات على المضمار للرجال.

## الميداليات
| البطولة | الذهبية               | الفضية                     | البرونزية                 |
| ------- | --------------------- | -------------------------- | ------------------------- |
| 2007    | Alois Kaňkovský (CZE) | والتر بيريز (الدراج) (ARG) | تشارلز برادلي هوف (USA)   |
| 2008    | هايدن غودفري (NZL)    | لي هوارد (AUS)             | Aliaksandr Lisouski (BLR) |
| 2009    | لي هوارد (AUS)        | زاكاري بيل (CAN)           | تيم فيلدت (NED)           |
| 2010    | إد كلانسي (GBR)       | لي هوارد (AUS)             | تايلور فيني (USA)         |
| 2011    | مايكل فرايبرغ (AUS)   | Shane Archbold (NZL)       | Gijs van Hoecke (BEL)     |
| 2012    | جلين أوشي (AUS)       | زاكاري بيل (CAN)           | لاسي نورمان هانسن (DEN)   |
| 2013    | آرون جيت (NZL)        | لاسي نورمان هانسن (DEN)    | جلين أوشي (AUS)           |
| 2014    | توماس بودات (FRA)     | تيم فيلدت (NED)            | Viktor Manakov (RUS)      |
| 2015    | فرناندو جافيريا (COL) | جلين أوشي (AUS)            | ايليا فيفياني (ITA)       |